# Islets
Islets est un jeu vidéo indépendant de type metroidvania développé par Kyle Thompson et édité par Armor Games. Il est sorti le 24 août 2022 sur Windows, Linux, Xbox One et Nintendo Switch, et quelques semaines plus tard sur Xbox Series.

## Scénario
Dans ce jeu, l'on incarne Iko, une souris anthropomorphique avec une épée, qui rêve de devenir un héros. Le monde dans lequel il vit a été détruit et est depuis divisé en cinq îles distinctes. Iko devra donc voyager d'île en île avec son vaisseau afin de les reconnecter en un seul grand continent, en réactivant le noyau magnétique de chacune d'entre elles.

## Système de jeu
Islets est un jeu à défilement horizontal de type metroidvania.

## Développement
Islets a été réalisé par Kyle Thompson, un développeur indépendant basé à Portland, dans l'Oregon. Il s'agit du deuxième projet de l'artiste, après Sheepo, et a nécessité 2 ans de développement. En plus d'avoir dessiné les graphismes à la main, Kyle est également le programmeur, le game designer et le scénariste du jeu. La musique a quant à elle été composée par son frère Eric Thompson.
L'œuvre est dévoilée le 5 novembre 2021 dans une bande-annonce, pour une sortie prévue en 2022.
Le jeu sort finalement le 24 août 2022 sur PC, via les plateformes GOG, Steam et Epic Games Store, mais aussi sur les consoles Xbox One et Nintendo Switch. Il paraît quelques semaines plus tard sur Xbox Series.